# District Council of Kimba
Kimba är en region i Australien. Den ligger i delstaten South Australia, omkring 300 kilometer nordväst om delstatshuvudstaden Adelaide. Antalet invånare är 1 103.
Följande samhällen finns i Kimba:
- Kimba
- Buckleboo

Trakten runt Kimba består till största delen av jordbruksmark. Trakten runt Kimba är nära nog obefolkad, med mindre än två invånare per kvadratkilometer. Genomsnittlig årsnederbörd är 437 millimeter. Den regnigaste månaden är juni, med i genomsnitt 80 mm nederbörd, och den torraste är oktober, med 7 mm nederbörd.